# 1960 Guisan
1960 Guisan eller 1973 UA är en asteroid i huvudbältet som upptäcktes den 25 oktober 1973 av den Schweiziska astronomen Paul Wild vid Observatorium Zimmerwald. Den har fått sitt namn efter Henri Guisan.
Asteroiden har en diameter på ungefär 27 kilometer.